# Круг, Тори
То́ри Круг (англ. Torey Krug; 4 апреля 1991, Ливония, Мичиган, США) — профессиональный американский хоккеист, защитник клуба Национальной хоккейной лиги (НХЛ) «Сент-Луис Блюз». Играл в NCAA за «Мичиган Стэйт Спартанс». Также играл в Хоккейной лиге США за «Индиану Айс» и помог команде выиграть первый Кубок Кларка. В 2012 Круг был признан лучшим игроком Центральной Студенческой Хоккейной Ассоциации (CCHA) и стал финалистом Хоби Бэйкер Трофи.

## Карьера в НХЛ
25 марта 2012 Круг подписал контракт новичка с «Бостон Брюинз». Его дебют в НХЛ состоялся 3 апреля 2012 в матче с «Питтсбург Пингвинз». В двух играх сезона сделал одну передачу, проводя на льду в среднем по 17 минут.

### Плей-офф Кубка Стэнли 2013
В сезоне 2012-2013 играл в АХЛ за «Провиденс Брюинз». Сыграв за «Бостон» только одну игру в гладком розыгрыше, получил вызов на четвертьфинальную серию Кубка Стэнли против «Нью-Йорк Рейнджерс». Тори забросил шайбу в своём первом кубковом матче, такое не удавалось никому из защитников «мишек» со времён Глена Уэсли, который забросил шайбу в дебютной игре плей-офф в 1988. Тори забросил шайбу и во второй игре, став четвёртым игроком в истории «Брюинз», отличившимся в двух первых играх на вылет. По итогам серии с рейнджерами, Круг стал первым защитником-новичком в истории НХЛ, который смог забросить 4 шайбы в своих первых пяти играх в плей-офф. Набрав 6 очков, дошёл со своей командой до финала, где «Бостон» в шести играх уступил «Чикаго Блэкхокс».
Сезон 2013-2014 начал в стартовой пятёрке «Бостона». Свою первую шайбу в регулярных чемпионатах забросил Джимми Ховарду в игре с «Детройт Ред Уингз». 25 ноября 2013, играя против «Питтсбурга», забросил шайбу в овертайме, став первым в истории «мишек» защитником-новичком, которому это удалось; также, шайба, заброшенная в овертайме, стала первой победной в исполнении Тори. По итогам сезона Круг был номинирован на Колдер Трофи. В плей-офф набрал 10 очков, но «Бостон» сошёл на стадии четвертьфинала, уступив «Монреаль Канадиенс».
Два следующих сезона «Бостон» не смог попасть в плей-офф, но Тори, сыграв 159 матчей из 164, набрал 83 очка.
30 июня 2016 года продлил контракт с «мишками» на 4 года на сумму $ 21 млн.

## Личная жизнь
У Тори есть брат Адам, который выступал за Колледж Эдриана, что в Мичигане, а сейчас является тренером и брат Мэтт, который играл за Университет Роберта Морриса в Питтсбурге. Ещё один брат, Зак, играет в волейбол за Университет Сиены Хейтс в Эдриане. Тори восхищается игрой Павла Дацюка, назвав того волшебником, и сказав, что ему сложнее всего играть именно против российского хоккеиста. Также Круг отметил, что многое в своей игре почерпнул у Здено Хары. Большое влияние в выборе хоккея на Круга оказал его отец. Тори женился на Мэлани Флад, с которой вместе учился в колледже, летом 2013.

## Статистика
| Легенда | Легенда                    | Легенда | Легенда                   | Легенда | Легенда    |
| ------- | -------------------------- | ------- | ------------------------- | ------- | ---------- |
| И       | Количество проведённых игр | Штр     | Штрафное время            | +/−     | Плюс-минус |
| Г       | Голы                       | П       | Голевые передачи          | О       | Очки       |
| -       | Статистика неизвестна      | —       | Статистика не учитывалась |         |            |

## Награды и достижения
- NCAA – Сборная новичков (2009–10)
- NCAA – Первая сборная (2010–11)
- NCAA – Лучший защитник (2010–11)
- NCAA – Первая сборная (2011–12)
- NCAA – Лучший защитник (2011–12)
- NCAA – Игрок года (2011–12)
- AHCA - Символическая сборная Запада (2011–12)